# Cladoselache
Cladoselache — рід вимерлих хрящових риб родини кладоселяхових ряду кладоселяхоподібних. Жили в девонському періоді.
Примітивні акули, до 1,8 м в довжину, мешкали в океанах Північної Америки. Мали глибоко роздвоєний хвіст.
Cladoselache — один з найбільш ранніх родів акул, який відомий біологам. Добре збережені рештки були знайдені в сланцях формації Cleveland Shale, вік знахідки близько 350 млн років.

## Опис
Хвіст Cladoselache був схожий на хвіст оселедцевих акул: він був майже гомоцеркальний (з однаковими лопатями) і мав поздовжні килі на стеблі. Така форма хвоста характерна для швидких риб.
Обтічне тіло, коротка округла морда, кількість зябрових щілин від п'яти до семи. Нижня щелепа була розвинена слабше в порівнянні із сучасними акулами, однак це компенсувалося більшою силою щелепних м'язів. Зуби з гладкими краями. Швидше за все здобич хапалася за хвіст і проковтувалася цілком.

## Види
- Рід Cladoselache

* Cladoselache clarkii Claypole, 1893
* Cladoselache elegans Traquair, 1881
* Cladoselache fyleri Newberry, 1889
* Cladoselache kepleri Dean, 1909
* Cladoselache magnificus Toumey, 1858
* Cladoselache mirabilis Agassiz, 1843
* Cladoselache pattersoni Newberry, 1889

## Див. також

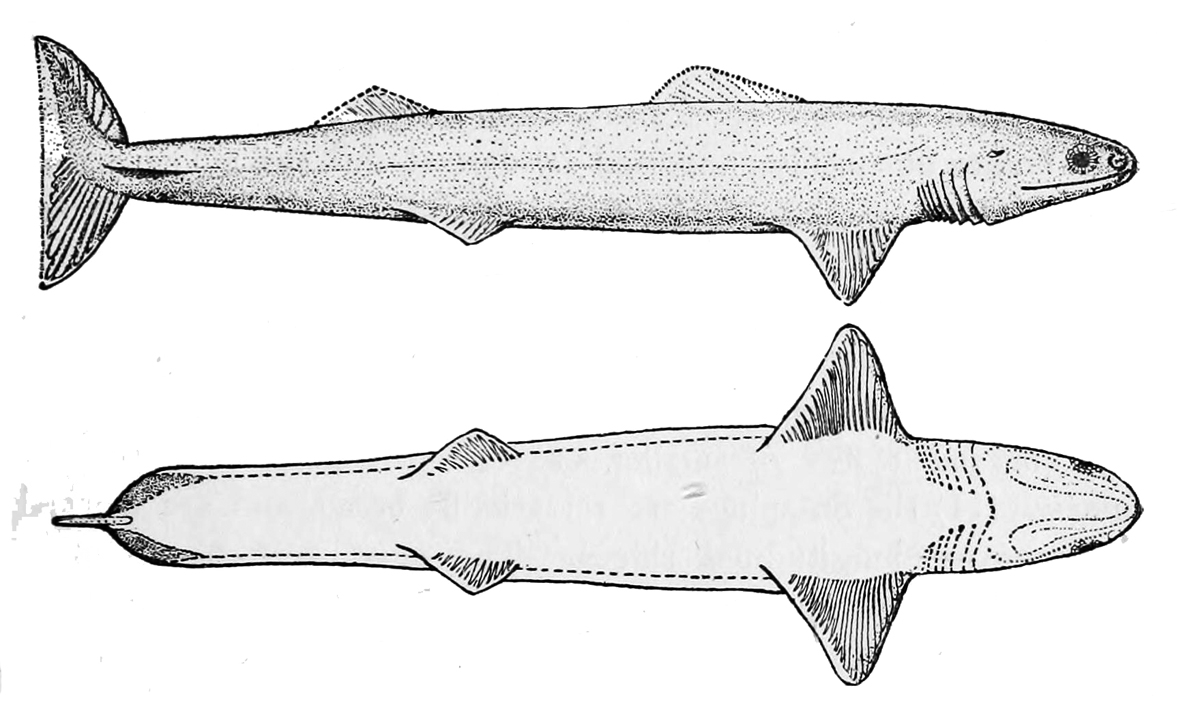
Cladoselache fyleri

## Зовнішні посилання
- Martin R. Aidan. Feeding Habits of Cladoselache // [http://www.elasmo-research.org ReefQuest Centre for Shark Research Accessdate 2012-10-21] [Архівовано 18 грудня 2012 у WebCite]
- Tim Wiater. The Evolution of Sharks-final. — 2005 Miami University [Архівовано 28 травня 2018 у Wayback Machine.] Accessdate 2012-10-21
- Ferrari Andrea & Ferrari Antonella. Sharks. — Buffalo, NY : Firefly Books, 2002.
- Readers Digest-various authors. Sharks: Silent Hunters of the Deep. — Surry Hills, NSW : Readers Digest Publishing, 1986.
- Maisey John. G. Natural History // Voracious Evolution. — June 1998. — Vol. 107. — No. 5. -. P. 38-41.
- Monastersky Richard. The first shark: to bite or not to bite // Science News. — February 1996. — Vol.149. — P. 101.